# Palaemnema orientalis
Palaemnema orientalis là loài chuồn chuồn trong họ Platystictidae. Loài này được De Marmels mô tả khoa học đầu tiên năm 1989.